# Marma femella
Marma femella là một loài nhện trong họ Salticidae.
Loài này thuộc chi Marma. Marma femella được Lodovico di Caporiacco miêu tả năm 1955.